# Georg Schacht
Georg Schacht (* 23. März 1820 in Braunschweig; † nach 1878) war ein deutscher Zeitungsredakteur und Mitglied des Deutschen Reichstags.

## Leben
Schacht besuchte die Realschule, später das Gymnasium und Collegium Carolinum seiner Vaterstadt von 1841 bis 1845. Er studierte an den Universitäten Berlin und Bonn, 1848 und 1849 war er in Frankreich und England. 1874 promovierte er zum Dr. phil.
Bis 1853 war er Mitarbeiter und Chefredakteur der Deutschen Reichs-Zeitung, 1859 war er bei der Gründung des Deutschen Nationalvereins in Frankfurt am Main zugegen. Schacht war Rittergutsbesitzer in Lieskau, Kreis Spremberg.
Von 1873 bis 1879 war er Mitglied des Preußischen Abgeordnetenhauses und von 1874 bis 1877 des Deutschen Reichstags für den Wahlkreis Frankfurt 9 (Cottbus, Spremberg) und die Nationalliberale Partei.